# NGC 4079
NGC 4079 ist eine Balken-Spiralgalaxie vom Hubble-Typ SBc im Sternbild Jungfrau. Sie ist schätzungsweise 267 Millionen Lichtjahre von der Milchstraße entfernt.
Das Objekt wurde am 15. April 1828 von John Herschel entdeckt.